# 阮福洋
義郡公阮福洋（越南语：／；1563年後？—1618年後），廣南阮主第一代領袖阮潢的第九子。
阮福洋生母為無考，在後黎朝任職左都督，封郡公，人稱義郡公。弘定十九年（1618年）冬天，阮福洋到順化，後來在當地逝世，但具體年份不詳，無嗣。

## 腳註
1. ↑  《大南列傳前編卷二》原文作「……戊午冬，從入順化。」，而阮福洋為阮熙宗阮福源弟，當為阮福源生年正治癸亥六年後之戊午年，即弘定十九年（1618年）。